# Latîfî
Abdüllatif Çelebi, auch ʻAbd-al-Laṭīf, genannt Latîfî, (* 1491 Kastamonu; † 23. Oktober 1582 im Roten Meer) war ein osmanischer Chronist und Biograph.
Über seine Familie, Kindheit und Jugend gibt es keine verlässlichen Nachrichten. Nach Abschluss seines Studiums wurde er mit den Aufgaben eines kâtib (staatlicher Schreiber, Sekretär) in Istanbul, Belgrad, Ägypten und Rhodos betraut. Im Jahre 1582 starb er bei einem Schiffsunglück im Kızıldeniz (Rotes Meer) auf einer Reise von Ägypten nach dem Jemen.
Latîfîs bekannteste Werke sind Tezkiretü'ş-suara, auch Suara Tezkiresi und Evsâf-ı İstanbul (dt. „Loblied auf Istanbul“). Tezkiretü'ş-suara ist eine Aufzählung der Biographien klassischer türkischer Autoren und Poeten des 15. Jahrhunderts sowie Kommentare zu deren Werken. Das Buch besteht aus einem Vorwort des Autors, drei Hauptkapiteln und dem Schlusswort. Außerdem verfasste Latîfî einige kleinere Prosawerke.

## Edition
- Rıdvan Canım (Hrsg.): Latîfî: Tezkiretü'ş-şu’arâ ve tabsiratü’n-nuzamâ (inceleme-metin). Ankara, Atatürk Kültür Merkezi, 2000.